# Міранський Володимир Адольфович
Володимир Адольфович Міранський — український фізик. Спеціаліст з теорії елементарних часток, динаміки в квантовій теорії поля і проблеми генерації мас елементарниз часток. Лауреат Державної премії України в галузі науки і техніки (2006) і Премія НАНУ ім. М. П. Барабашова (1989).

## Біографія
1967 року закінчив Київський державний університет імені Т. Г. Шевченка. В 1967—1969 роках працював в Інституті матеріалознавства АН УРСР в Києві. В 1969—2001 роках працював в Інституті теоретичної фізики НАНУ. 1983 року обійняв там посаду провідного наукового співробітника у відділі високих густин енергій.
В 2001 році посів посаду професора в Університеті Західного Онтаріо в місті Лондон, штат Онтаріо, Канада.

## Відзнаки
- Премія НАН України імені М. П. Барабашова за цикл робіт «Передбачення і дослідження явищ гравітаційної і кіральної нестійкості вакууму та їх наслідків у космології і фізиці елементарних часток» (1989, спільно з Петром Фоміним)
- Державна премія України в галузі науки і техніки «За ефекти спонтанного порушення симетрії і фазові переходи у фізиці елементарних частинок та фізиці конденсованого стану» (2006, спільно з 6 співавторами)[2]